# 南海部品
南海部品株式会社（なんかいぶひん、NANKAI BUHIN CO.,LTD. ）は、大阪市北区曽根崎新地に本部を置く企業。オートバイやスクーターなどのモーターサイクル関連用品を専門に扱うフランチャイズチェーンを運営するほか、直営店舗の経営を行っている。

## 概要
1951年創業、1953年株式会社化。
日本全国各地に「N.S.C.（南海スピードショップチェーン）」加盟店を展開している。ヘルメット、ゴーグル、バイクウェア等の身辺装着品から、車体装着部品、オイル、電装品などを取り扱っている。
南海部品株式会社としての直営店舗は、「南海部品本店」（大阪市北区曽根崎新地）と「南海部品箕面店」（大阪府箕面市萱野）含め10店舗のみとなる。
社長がかつて島田紳助と親交が有り、紳助の番組には衣装やバイクなどの提供をしていた。また、紳助が参戦するオートバイレースなどのスポンサーにも就いていた。